# Peter Lange (Musiker)
Peter „Sputnik“ Lange (* 13. Juli 1938 in Hamburg) ist ein deutscher Jazzmusiker (Trompete).

## Leben und Wirken
Lange begann erst mit 18 Jahren mit dem Trompetenspiel. 1957 nahm er für eine Zeit Unterricht am damaligen Klaerschen Konservatorium in Blankenese. Rasch fand er Anschluss in der Jazzszene Hamburgs, wo er bis 1959 in der Old Merry Tale Jazzband spielte und erste Aufnahmen machte („West End Blues“, „Beal Street Blues“). Von 1960 bis 1962 war er Mitglied der Schweizer Tremble Kids (gleichnamiges Album 1961), mit denen er international tourte. Ab 1965 gehörte er zur Showband Joe Lord & Company, mit der ebenfalls Platten entstanden. Ab 1980 spielte er mit den Frankfurter Hot Swingers, dann der Darktown Jazzband. Lange spielte auch Modern Jazz und war Teil des Quintetts von Frank Runhof, mit dem er 1987 den Jazzpreis der Stadt Darmstadt erhielt.
1990 zog Lange nach Kiel, wo er mit den Baltic Jazzmen und mit Stefan von Dobrzynskis Swingpower auftrat. Mit seinem Quintett spielte er 2013 Hard Bop in eigenen Arrangements. Dann gehörte er zur Swinging Feetwarmers Jazzband.

## Lexikalische Einträge
- Jürgen Wölfer: Jazz in Deutschland. Das Lexikon. Alle Musiker und Plattenfirmen von 1920 bis heute. Hannibal, Höfen 2008, ISBN 978-3-85445-274-4.